# Lúcio Cássio Longino (cônsul em 11)
Lúcio Cássio Longino (em latim: Lucius Cassius Longinus) foi um político romano da gente Cássia nomeado cônsul sufecto em 11 no lugar de Mânio Emílio Lépido. Longino era descendente direto de Caio Cássio Longino, um dos assassinos de Júlio César.

## Carreira e família
Quase nada se sabe sobre sua carreira, exceto que foi um dos irmãos arvais. Seus filhos, Lúcio Cássio Longino e Caio Cássio Longino, foram respectivamente cônsul ordinário e sufecto em 30.